# Matteo Righetto
Matteo Righetto (Padova, 29 giugno 1972) è uno scrittore italiano.
È inoltre ricercatore EASLCE, nonché docente di Lettere. Collabora con l'Università degli Studi di Padova dove annualmente tiene seminari di "Scrittura e Letteratura del Paesaggio".
I suoi romanzi sono pubblicati in molti Paesi del mondo e tradotti in diverse lingue.

## Biografia letteraria
Nel 2001 si è laureato in Lettere moderne (discutendo una tesi in filologia italiana) presso l'Università di Padova. Nel 2006 ha conseguito l'abilitazione all'insegnamento di lingua e letteratura italiana presso l'Università Ca' Foscari di Venezia. 
Con il suo romanzo d'esordio Savana Padana, pubblicato da TEA nel 2012, ha ottenuto critiche molto positive.
Sempre nel 2012 Righetto ha pubblicato negli Stati Uniti d'America il racconto Cloudy Water (Akashic Books, New York), short story segnalata agli Edgar's Awards.
Con l'intenzione di cimentarsi nell'esplorazione di altri generi narrativi, nel 2013 Righetto ha scritto La pelle dell'orso, pubblicato da Guanda e ambientato nel paese dolomitico di Colle Santa Lucia. Dal romanzo è stato tratto l'omonimo film prodotto da Jole Film e Rai Cinema (candidato ai David di Donatello 2017 e vincitore del concorso Annecy Cinéma Italien 2016) per la regia di Marco Segato, interpretato da Marco Paolini. 
Nel gennaio 2016 ha pubblicato da TEA il romanzo Apri gli occhi (vincitore Premio Cortina d'Ampezzo 2016 / menzione d'onore della giuria del Premio Campiello 2016 / menzione speciale della giuria al Premio Mario Rigoni Stern 2016).
Nel gennaio 2017 ha pubblicato da TEA il romanzo Dove porta la neve.
In occasione della XX edizione del CinemAmbiente Festival di Torino, gli è stato conferito il premio "Le Ghiande" 2017 per essersi sempre distinto con una scrittura costantemente rivolta a uno sguardo sull'azione del paesaggio e dell'ambiente nella vita dei protagonisti delle sue storie.
Nel giugno 2017 ha pubblicato da Mondadori il romanzo L'anima della frontiera (primo volume della "Trilogia della Patria") accolto come un vero e proprio caso editoriale internazionale. l diritti di traduzione del libro infatti, prima ancora di uscire in Italia, sono stati ceduti in più di dieci Paesi del mondo, tra cui: Stati Uniti, Gran Bretagna, Canada, Australia, Nuova Zelanda, Germania, Olanda.
Nel mese di aprile del 2018 ha pubblicato da Mondadori il romanzo L'ultima patria, sequel di L'anima della frontiera.
Nel mese di luglio 2018, con una produzione del Teatro Stabile del Veneto ha debuttato al Teatro Verdi di Padova lo spettacolo Savana Padana, pièce tratta dal suo omonimo romanzo e diretta da Stefano Scandaletti e che ha registrato uno straordinario successo di pubblico e di critica.
Nel marzo 2019 è uscito, sempre per Mondadori, il romanzo La terra promessa, ultimo volume della cosiddetta Trilogia della Patria.
In luglio dello stesso anno ha debuttato, con una produzione del Teatro Stabile del Veneto, lo spettacolo Da qui alla luna, dedicato alla tempesta Vaia che nell'autunno del 2018 ha devastato le Alpi nord-orientali. Lo spettacolo vede alla regia Giorgio Sangati, con Andrea Pennacchi sul palcoscenico e musiche di Giorgio Gobbo.
Nel mese di settembre 2019 la Fondazione Dolomiti Unesco e la Fondazione Pordenonelegge gli hanno conferito il Premio Speciale Dolomiti Unesco.
Negli ultimi anni ha pubblicato per la Feltrinelli: I prati dopo di noi (2020), La stanza delle mele (2022), Il sentiero selvatico (2024), Il richiamo della montagna (2025).
Dirige la collana "VentoVeneto" di Ronzani Editore.

## Opere
- Bacchiglione Blues (Perdisa Pop), 2011
- Savana Padana (TEA), 2012, (portato a teatro nel 2018 per la regia di Stefano Scandaletti, produzione: Teatro Stabile del Veneto)
- Cloudy Water (Akashic Books, New York), 2012 - (opera segnalata all' Edgars' Award 2013, USA)
- La pelle dell'orso (Guanda), 2013 - (dal romanzo: il film La pelle dell'orso di Marco Segato con Marco Paolini)
- Apri gli occhi (TEA), 2016 - (Premio Cortina d'Ampezzo 2016 / menzione Premio Campiello 2016 / menzione speciale Premio Rigoni Stern 2016)
- Dove porta la neve (TEA), 2017
- L'anima della frontiera (Mondadori), 2017
- L'ultima patria (Mondadori), 2018 (finalista Premio Manzoni 2018)
- La Terra Promessa (Mondadori), 2019
- Da qui alla luna (Teatro Stabile del Veneto) 2019
- Il passo del vento - Sillabario Alpino (Mondadori) con Mauro Corona, 2019
- I prati dopo di noi (Feltrinelli), 2020
- La stanza delle mele (Feltrinelli), 2022
- Il sentiero selvatico (Feltrinelli), 2024
- Il richiamo della montagna (Feltrinelli), 2025